# Liste der gefallenen Adeligen auf Habsburger Seite in der Schlacht bei Sempach/U

## U
| Geschlecht | Vorname(n)                                                                       | Einheitsname                 | Stammsitz    | abweichende Schreibweisen                            | Quelle(n) | Anmerkungen                                  | Wappen |
| ---------- | -------------------------------------------------------------------------------- | ---------------------------- | ------------ | ---------------------------------------------------- | --- | -------------------------------------------- | ------ |
| Ulenberg?  | Gerhardt; Gebhard Borchard; Gerhart Nechart; Sigfrid; Gerhart Rochart, Rotthartt | Gerhard Richard von Ulenberg | Schaffhausen | Üllenburg; Ulenberg, Villenberg; Villeberg; Vlenberg | • Conrad Schnitt: Wappenbuch der Baslerischen Geschlechter, 1530 • Eydgnössisch-schweytzerischer Regiments Ehren-Spiegel • Thurgauer Chronik • Oesterreichische Verlustliste, 1488 • Klingenberger Chronik von Johann von Klingenberg | "Item die von Schaffhausen" "von Schaffhusen |        |